# Cassiobury House

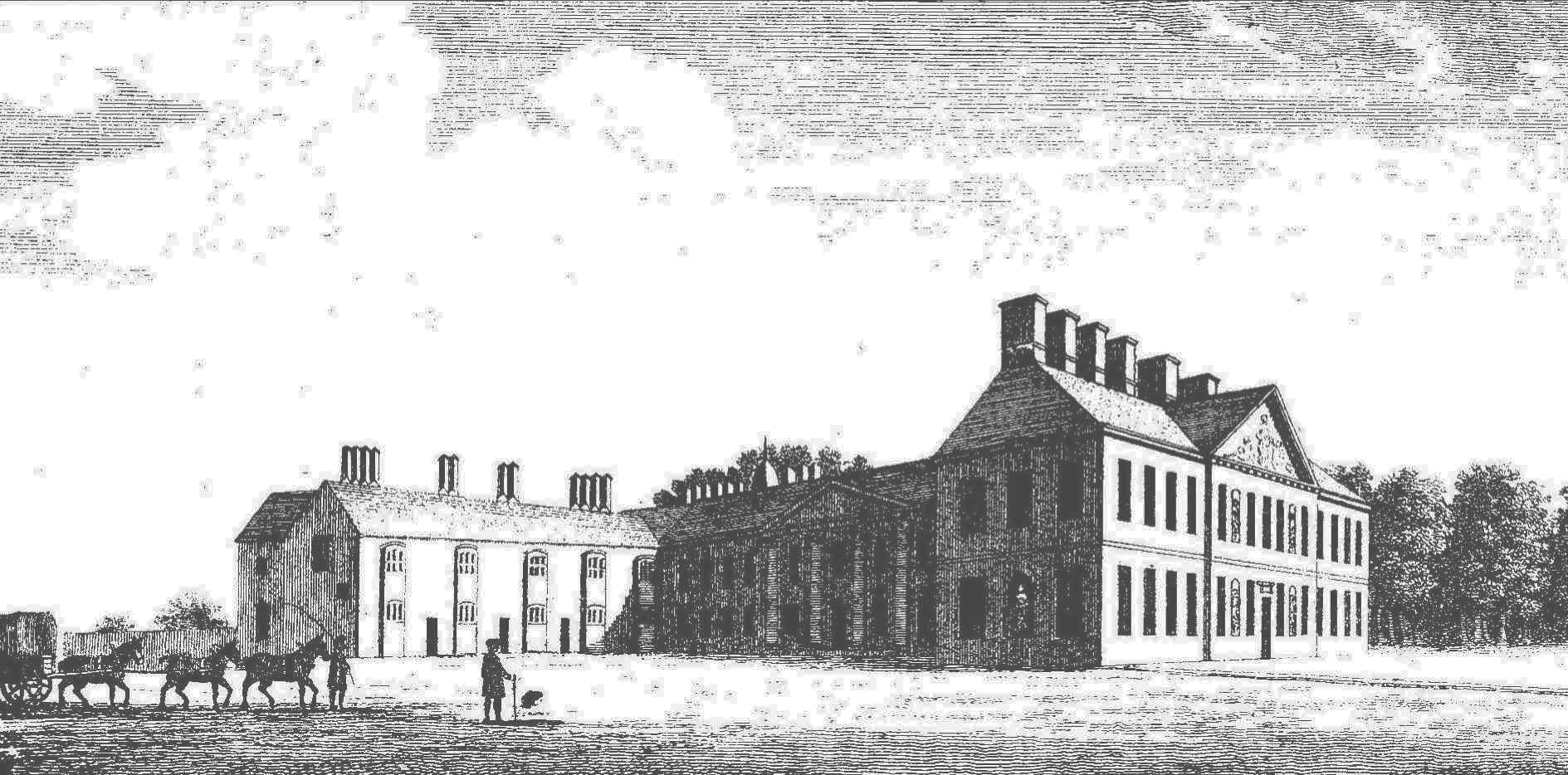
A woodcut of Cassiobury House as it was in 1707.

Cassiobury House era una casa di campagna inglese a Cassiobury Park, Watford in Inghilterra. Era la sede di famiglia del Conte di Essex. Originariamente un edificio Tudor, risalente al 1546 per Sir Richard Morrison, fu sostanzialmente rimaneggiato nel XVII e XIX secolo e alla fine demolito nel 1927. Il circostante Cassiobury Park fu trasformato nel principale spazio pubblico aperto di Watford.

## Storia
L'abbazia di St. Albans accampò dei diritti sul territorio (allora chiamato "Albanestou"), che includeva Watford, dalla concessione del 793 di re Offa di Mercia. Quando il re Enrico VIII sciolse i monasteri nel 1539, Watford fu divisa da Cashio, e il re divenne signore del maniero di Cassiobury. Nel 1546 concesse il feudo a sir Richard Morrison, che iniziò a costruire Cassiobury House negli estesi giardini, ma non aveva ancora fatto molti progressi, nel 1553, quando andò in esilio all'estero. I terreni della proprietà erano molto più grandi di oggi, arrivando fino a North Watford e quasi a sud di Moor Park. Dopo la morte di suo padre, nel 1556, Charles Morison (1549-1599) continuò a costruire e a completare la villa, che aveva 56 stanze, una lunga galleria, una stalla, un caseificio, e un birrificio. A Sir Charles succedette suo figlio Sir Charles Morrison (1587-1628). Il giovane Charles aveva una figlia, Elizabeth Morrison (1610-1660).
Dopo diversi rimaneggiamenti, nel XVII e XIX secolo, la dimora venne demolita del 1927 dopo essere stata abbandonata cinque anni prima.